# Captain Blood
Captain Blood (oryginalnie L’Arche du Captain Blood) – komputerowa gra przygodowa wyprodukowana przez francuskie studio ERE Informatique i wydana przez Infogrames w 1988 roku. Głównym autorem Captain Blood był Philippe Ulrich, jeden z pionierów branży gier komputerowych we Francji.
Bohaterem Captain Blood jest żyjący w biedzie programista Bob Morlock (posiadający pseudonim Blood), który stwarza własną grę komputerową umiejscowioną w realiach kosmicznych. Zostaje jednak wchłonięty do świata gry i sklonowany 30 razy. Żeby wrócić do świata rzeczywistego, musi on zniszczyć wszystkie klony samego siebie. Pokonawszy 25 alter ego, Blood ma za zadanie wytropić pięć pozostałych klonów. Dla urzeczywistnienia swojego celu Morlock–Blood musi dokonać eksploracji kosmosu i zasięgać informacji u mówiących obcym językiem ras kosmicznych.
Captain Blood stanowił dzieło artystyczne, wnoszące innowację do gatunku dzięki tłom wyglądającym na trójwymiarowe. Muzykę do niego napisał Jean Michel Jarre, zaś programowaniem zajmował się Didier Bouchon. Ulrich przy tworzeniu własnej gry inspirował się malarstwem Hansa Rudolfa Gigera. Wysmakowane plastycznie dzieło stanowiło preludium do specyficznego dla francuskiej branży gier komputerowych nurtu „French touch”, reprezentowanego między innymi przez Érica Chahiego, Frédéricka Raynala i Michela Ancela.